# Price Collier
Hiram Price Collier, född den 25 maj 1860 i Davenport, Iowa, död den 3 november 1913 på Fyn, var en amerikansk författare. Han var far till Katharine St. George.
Collier reste i Schweiz och England som yngre, studerade i Leipzig och i Cambridge, Massachusetts, där han blev teologie kandidat 1882 och verkade som unitarisk präst till 1891, då han tog avsked. Collier skrev skarpsinniga studier av olika nationalkaraktärer (America and the americans from the french point of view, 1896; England and the english from an american point of view, 1909; svensk översättning "England och engelsmännen", 1919; The west in the east, 1911, och Germany and the germans, 1913), som väckte livlig uppmärksamhet.